# Corine (Europe)
Pour les articles homonymes, voir Corine.
Corine est l’acronyme de Coordination de l’information sur l’environnement, commission chargée de l’environnement par l’Union européenne dont les bureaux sont à Bruxelles. Le programme a été proposé en 1985 par la Commission européenne, avec pour but principal la gestion de l’information et des actions en environnement avec l’UE, pour définir et protéger les biotopes (Corine Biotope), combattre les pollutions de l’air, cartographier la répartition des différents modes d'occupation des sols (Corine Land Cover) et préserver les zones naturelles.
Cette commission a été créée en 1991 par la Commission européenne. Une mise à jour de la base a été produite en 1996. Cette base a été remplacée par celle d'EUNIS, plus précise.